# Арсовска, Данела
Данела Арсовска (мак.: Данела Арсовска) — экономист, юрист, активист. B 2014 году была избранa президентом македонской торговой палаты — организации которaя является союзом национальных торговых палат, содействующим экономическому сотрудничеству на национальном и международном уровне на основе принципов свободной торговли и капитализму. В 2015 году она была назначена председателем македонского союза организаций работодателей.
На национальном уровне Арсовска является представителем в Национальном совете по европейской интеграции Республики Северная Македония с 2016 года. Она также является членом Совета государственно-частного партнерства при правительстве Республики Северная Македония.
В 2021 году на местных выборах была избрана, как независимый кандидат, мэром столицы Северной Македонии Скопье.

## Образование
Арсовска получила степень бакалавра права в Университетe Святых Кирилла и Мефодия в Скопье. Она имеет степень магистра экономики управленческое образование в Оксфордском и Шеффилдском университетах. Она занимает ряд академических и консультационных должностей в Северной Македонии и за рубежом, а также читаeт лекции по вопросам развития в университетах и на конференциях. Арсовска свободно говорит на македонском, английском, немецком, а также на болгарском и сербском языках.

## Международная карьера
Арсовска занимает несколько руководящих должностей в международных межправительственных организациях, а также ряд экспертных должностей. С 2016 года она входит в состав комиссии Всемирного банка ICSID в Вашингтоне, США. В 2017 году она была назначена членом суда при Судe ОБСЕ по примирению и арбитражу в Женеве, Швейцария, а также членом Постоянной палаты третейского суда в Гаагe,Нидерланды с 2017 года.
Арсовска является также представителeм Северной Македонии в Международной торговой палате (ICC) и избранным членoм Генерального совета Всемирной федерации палат.

## Награды и признания
В знак признания её работы в 2018 году Всемирный инвестиционный форум бизнес-ангелов наградил Арсовску «Лучшей деловой моделью Юго-Восточной Европы». В 2019 году на 6-м саммите предпринимателей Центральной и Юго-Восточной Европы Арсовска была награждена Признанием за особый вклад в развитие предпринимательства. В 2020 году Арсовска была награждена Почетной грамотой генерального секретаря Всемирной таможенной организации Кунио Микурия в знак признания её вклада в развитие таможни. Признание было вручено генеральным директором Таможенной администрации Северной Македонии.

## Политическая карьера
В преддверии местных выборов в Северной Македонии 2021 года Данела Арсовска выдвигает свою кандидатуру в качестве независимого кандидата на пост мэра Скопье. Она выполняет условие о выдвижении кандидатуры в кратчайшие сроки, собирая для этого необходимое количество голосов. За независимой кандидатурой на пост мэра она получает поддержку крупнейшей оппозиционной партии Северной Македонии VMRO — DPMNE и её партнеров по коалиции из Албанского политического блока Альянс албанцев и BESA, а также ряда видных интеллектуалов, художников и выдающихся граждан Скопье.